# Sven Liljekvist

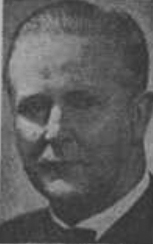
Sven Liljekvist

Sven Ragnar Liljekvist, född 6 november 1910 i Vä församling, Kristianstads län, död 9 maj 1994 i Eskilstuna, var en svensk arkitekt.
Liljekvist, som var son till byggmästare Per Liljekvist och Agnes Petersson, avlade studentexamen i Stockholm 1929 och utexaminerades från Kungliga Tekniska högskolan 1935. Han var anställd på Conny Nyquists arkitektkontor i Karlstad 1935–1936, var assistent på länsarkitektkontoret i Växjö 1937–1944, biträdande länsarkitekt i Västernorrlands län 1945–1946, biträdande stadsarkitekt i Jönköpings stad 1947–1950 och stadsarkitekt i Eskilstuna stad/kommun 1951–1976.